# پوزه‌پارویی چینی
پوزه‌پارویی چینی، پارو ماهی چینی یا شمشیرماهی چینی (نام علمی: Psephurus gladius) نام یک گونه منقرض شده از راسته تاس‌ماهی‌سانان، تیره ماهیان خاویاری و از خانوادهٔ پوزه‌پارویی‌ها بود. تنها زیستگاه شناسایی شدهٔ این ماهی مناطقی رودخانه‌ای در چین است. این گونه آخرین بار در سال ۲۰۰۳ در رود یانگ‌تسه مشاهده شده و طبق گزارشات و بررسی‌های سال ۲۰۱۹ در آن هنگام، احتمالاً منقرض شده‌ بود.
این ماهی شکارچی بود و از ماهی‌های دیگر تغذیه می‌کرد و در هنگام بلوغ تا سه متر طول داشت. ماهی پوزه‌پارویی چینی که یکی از بزرگ‌ترین ماهیان رودخانه‌ای است، طبق اعلام اتحادیه بین‌المللی حفاظت از طبیعت در ژوئیه ۲۰۲۲ منقرض شده است.